# Blue Nile
Blue Nile是美國一家在线珠宝零售商，成立于1999年。它總部位于西雅圖。 Blue Nile曾於2004年上市。2017年2月，該公司成为贝恩资本旗下子公司。 2022年，Blue Nile被Signet Jewellers收购。